# القرية 1104
القرية 1104 هي قصة كتبها باتريك أوررا تدور حول الأستاذ أبهيمانيو شيرجيل وأربعة أطفال هم سيد وراشابه وموراري وبريا. يتحدث براتيك في هذا الكتاب عن الأنواع المختلفة من الضغوط التي يجب على الطالب الهندي أن يمر بها: ضغط الوالدين، وضغط الأقران، والتحيزات بين الجنسين، ويركز على قيود النظام التعليمي الهندي. يروي الكتاب كيف أن هذه «الإخفاقات» الأربعة في المدينة ينتهي بها المطاف في قرية غير ذات أهمية حتى لا يتم إعطاؤها اسمًا في دليل الحكومة الهندية. يركز الكتاب على نمو هذه المجموعة وهم يتكاتفون لتغيير واقع القرية.

## الشخصيات
- أبهيمانيو شيرجيل
- سيدهارت
- بريا
- ريشابه
- موراري
- سخلل جي
- أكريتي
- ناريش
- السيد بهانداري
- السيدة بهانداري
- السيد بهاردواج

## نبذة عن الكاتب
كان كتاب القرية 1104 أول كتاب يكتبه براتيك أرورا حيث كتبه في سن السادسة عشرة. من خلال هذا الكتاب، استمد براتيك من تجربته الحياتية ووجه إحباطاته من نظام التعليم الهندي. تلقى الكتاب تغطية في سبع صحف هندية وأشار إليها العديد من السياسيين لتسليط الضوء على التحول المطلوب في نظام التعليم القديم المتعطش للبنية التحتية والذي فشل في خدمة الشباب الهندي.